# Zuhanás (film, 1999)
A Zuhanás (Random Hearts) 1999-es romantikus film, a Random Hearts című regény adaptációja. Rendezője Sydney Pollack, a főszerepekben Harrison Ford és Kristin Scott Thomas látható.
Magyarországon 2000. február 3-án mutatták be.

## Cselekmény
William 'Dutch' Van Den Broeck őrmester a rendőrségen dolgozik, Washingtonban. Kay Chandler republikánus szenátor New Hampshire államban, aki az újraválasztásáért küzd. Talán sohasem találkoznak, ha házastársaik egy Miami felé tartó repülőgépen le nem zuhannak. A balesetben mindketten életüket vesztik. Az őrmester beazonosítja feleségét az elhunytak között, bár az utaslistán nincs Van Den Broeck nevű utas. A nő mint Chandler felesége szerepelt. Hamar nyilvánvalóvá válik Dutch számára, hogy boldognak hitt házassága ellenére felesége jó ideje megcsalta őt. A szenátornő, akinek van egy 15 éves lánya, nem akar az esettel foglalkozni, mert tudja, hogy akkor az újságok címoldalára kerül. Dutch őrmester azonban a végére akar járni a dolognak. A két ember egyre közelebb kerül egymáshoz.

## Szereplők
| Karakter                                | Színész                | Magyar hang        |
| --------------------------------------- | ---------------------- | ------------------ |
| William "Dutch" Van Den Broeck őrmester | Harrison Ford          | Végvári Tamás      |
| Kay Chandler                            | Kristin Scott Thomas   | Nagy-Kálózy Eszter |
| Alcee                                   | Charles S. Dutton      | Gesztesi Károly    |
| Wendy Judd                              | Bonnie Hunt            | Incze Ildikó       |
| George Beaufort nyomozó                 | Dennis Haysbert        | Varga Tamás        |
| Carl Broman                             | Sydney Pollack         | Kristóf Tibor      |
| Truman Trainor                          | Richard Jenkins        | Barbinek Péter     |
| Dick Montoya                            | Paul Guilfoyle         | Halmágyi Sándor    |
| Peyton Van Den Broeck                   | Susanna Thompson       | Orosz Anna         |
| Cullen Chandler                         | Peter Coyote           | Rosta Sándor       |
| Richard Judd                            | Dylan Baker            | Juhász György      |
| Phyllis Bonaparte                       | Lynne Thigpen          | Bessenyei Emma     |
| Molly Roll                              | Susan Floyd            |                    |
| Marvin                                  | Bill Cobbs             | Breyer László      |
| Jessica Chandler                        | Kate Mara              | Vadász Bea         |
| Shyla Mumford                           | Ariana Thomas          |                    |
| Silvio Coya                             | Nelson Landrieu        | Lázár Sándor       |
| Sarah                                   | Brooke Smith           |                    |
| Laurie                                  | Christina Chang        |                    |
| Susan                                   | Michelle Hurd          | Vertig Tímea       |
| Mary Claire Clark                       | Reiko Aylesworth       |                    |
| Clayton Williams rendőr                 | Raymond Anthony Thomas | Zágoni Zsolt       |
| Janice                                  | Edie Falco             |                    |
| Nea                                     | S. Epatha Merkerson    |                    |
| David Dotson                            | Jack Gilpin            | Imre István        |
| Steven Driker                           | Mark Zeisler           | Németh Gábor       |
| Peyton apja                             | John Carter            |                    |
| Cassie                                  | Davenia McFadden       |                    |
| Maureen                                 | Barbara Gulan          |                    |
| Alice Beaufort                          | Molly Price            |                    |
| Tad Baker                               | Brian Schwary          |                    |
| Billy                                   | M. Emmet Walsh         | Pálfai Péter       |

## Forgatási helyszínek
A filmet 1998 szeptembere és 1999 februárja között forgatták az Egyesült Államokban. Forgatási helyszín volt New York, Miami, Washington és Bethesda.

## Fogadtatás
A film anyagilag kevéssé volt sikeres, 64 millió dolláros költségvetéssel 74 milliós bevételt ért el.
A filmkritikusok véleményét összesítő Rotten Tomatoes oldal 15%-ra értékelte 87 vélemény alapján. A hasonló Metacritic 38%-os értékelést adott rá 35 vélemény alapján. Több vezető filmkritikus, mint Janet Maslin (The New York Times), Roger Ebert (Chicago Sun-Times) és Bob Thomas (Associated Press) kedvezően nyilatkoztak róla.

## Fordítás
- Ez a szócikk részben vagy egészben  a   Random Hearts című angol Wikipédia-szócikk fordításán alapul.  Az eredeti cikk szerkesztőit annak laptörténete sorolja fel. Ez a jelzés csupán a megfogalmazás eredetét és a szerzői jogokat jelzi, nem szolgál a cikkben szereplő információk forrásmegjelöléseként.
- Ez a szócikk részben vagy egészben  a   Random Hearts című spanyol Wikipédia-szócikk fordításán alapul.  Az eredeti cikk szerkesztőit annak laptörténete sorolja fel. Ez a jelzés csupán a megfogalmazás eredetét és a szerzői jogokat jelzi, nem szolgál a cikkben szereplő információk forrásmegjelöléseként.